# Сигма-аддукт
Си́гма-адду́кт, σ-адду́кт (рос. сигма-аддукт, англ. sigma-adduct) — продукт прилучення електрофільної чи нуклеофільної вхідної групи або радикала до одного з sp2-гібридизованих атомів C ненасиченої системи, зокрема ароматичної, таким чином, що новоутворений σ-зв'язок порушує кон'югацію у вихідній системі. Може утворюватись з відповідних π-комплексів (наприклад, у реакції нітроній-катіона з бензеном). Внаслідок прилучення електрофільних, нуклеофільних вхідних груп і радикалів виникають відповідно катіонні, аніонні та радикальні σ-аддукти.
Приміром, інтермедіати в реакціях ароматичного електрофільного заміщення, які є неароматичними карбенієвими катіонами, що виникають у результаті приєднання до ароматичних систем кислот Льюїса або інших сильних електрофільних реагентів. Можуть існувати в розчинах (наприклад, при дії на ароматичні сполуки AlCl3). Його ще називають σ-комплексом, чого IUPAC не рекомендує.